# Kościół św. Prokopa w Bezděkovie
Kościół św. Prokopa w Bezděkovie – zabytkowy kościół w miejscowości Bezděkov nad Metují, położonej w Czechach, w kraju hradeckim, w Sudetach Środkowych; należy do broumovskiej grupy kościołów. 

## Historia
Pomimo że wieś Bezděkov nie należy do obszaru Broumovska, to tutejsza świątynia jest zaliczana do broumovskiej grupy kościołów. Budowlę wzniesiono w stylu barokowym według projektu Kiliana Ignaza Dientzenhofera w latach 1724–1727 na planie wydłużonego ośmiokąta za czasów panowania opata broumovskiego Othmara Zinke (1664–1738) w miejscu starszej budowli. Zabytkowe jest również ogrodzenie wokół kościoła i cmentarza. Obok kościoła Plebania.

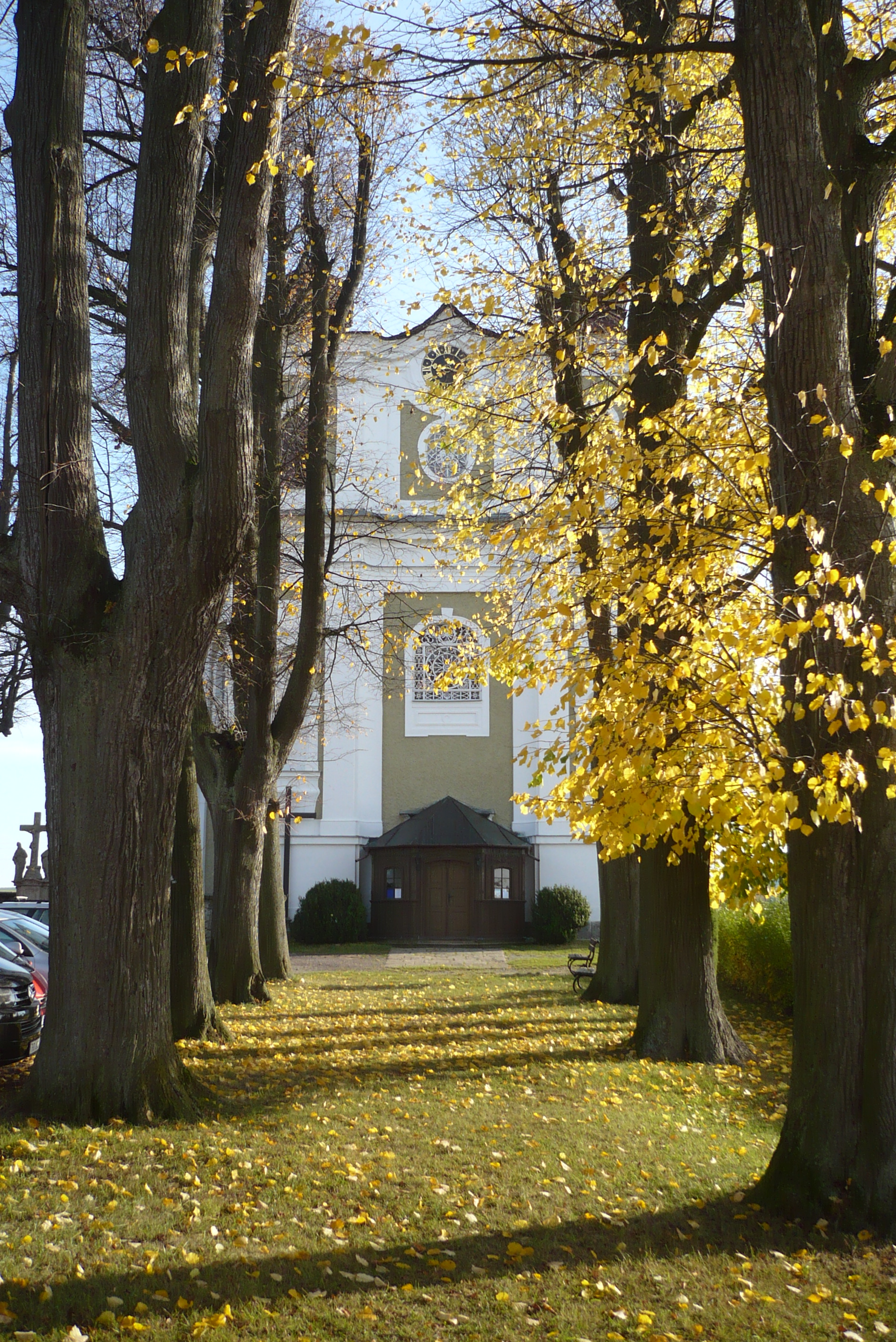
Kościół
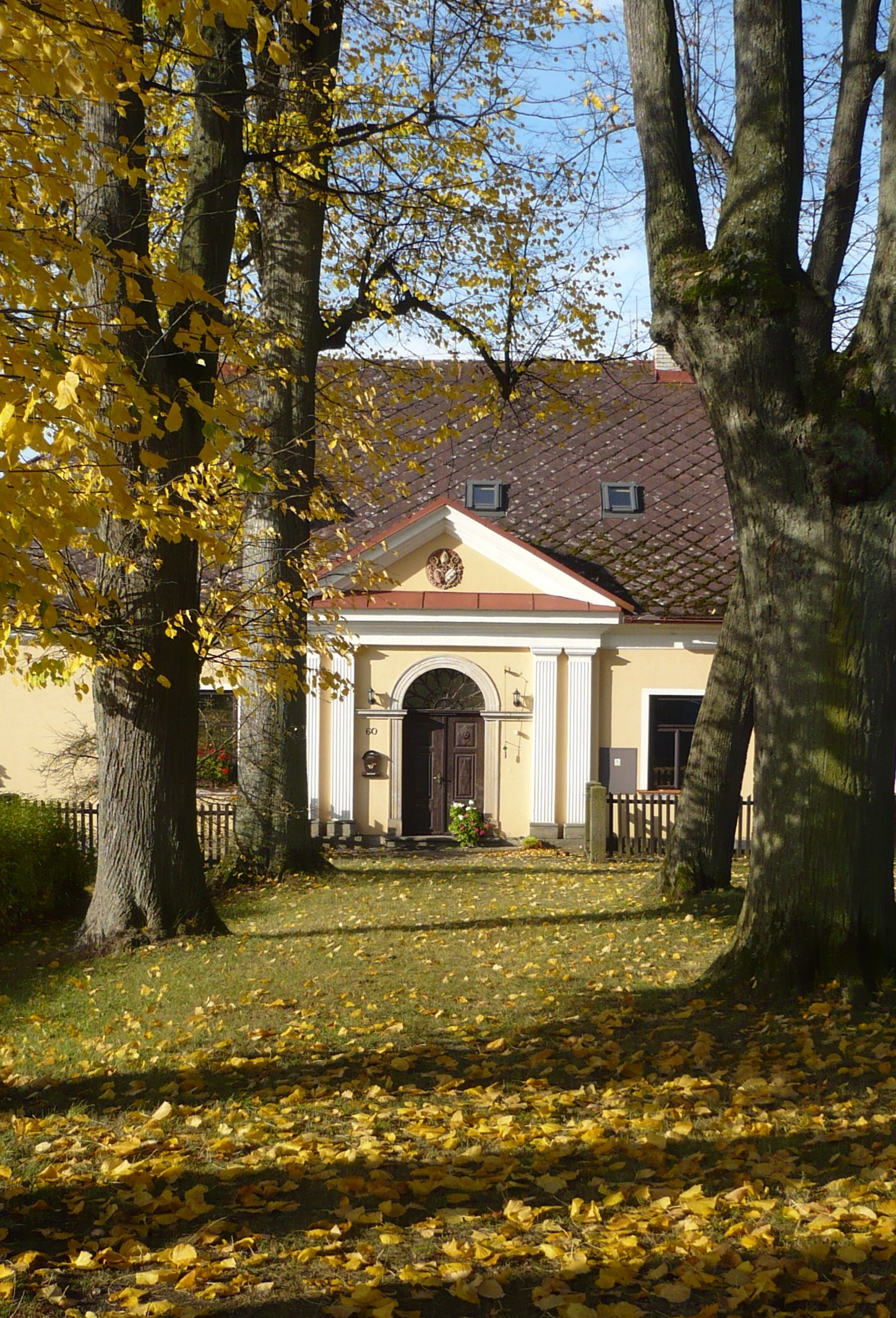
Plebania
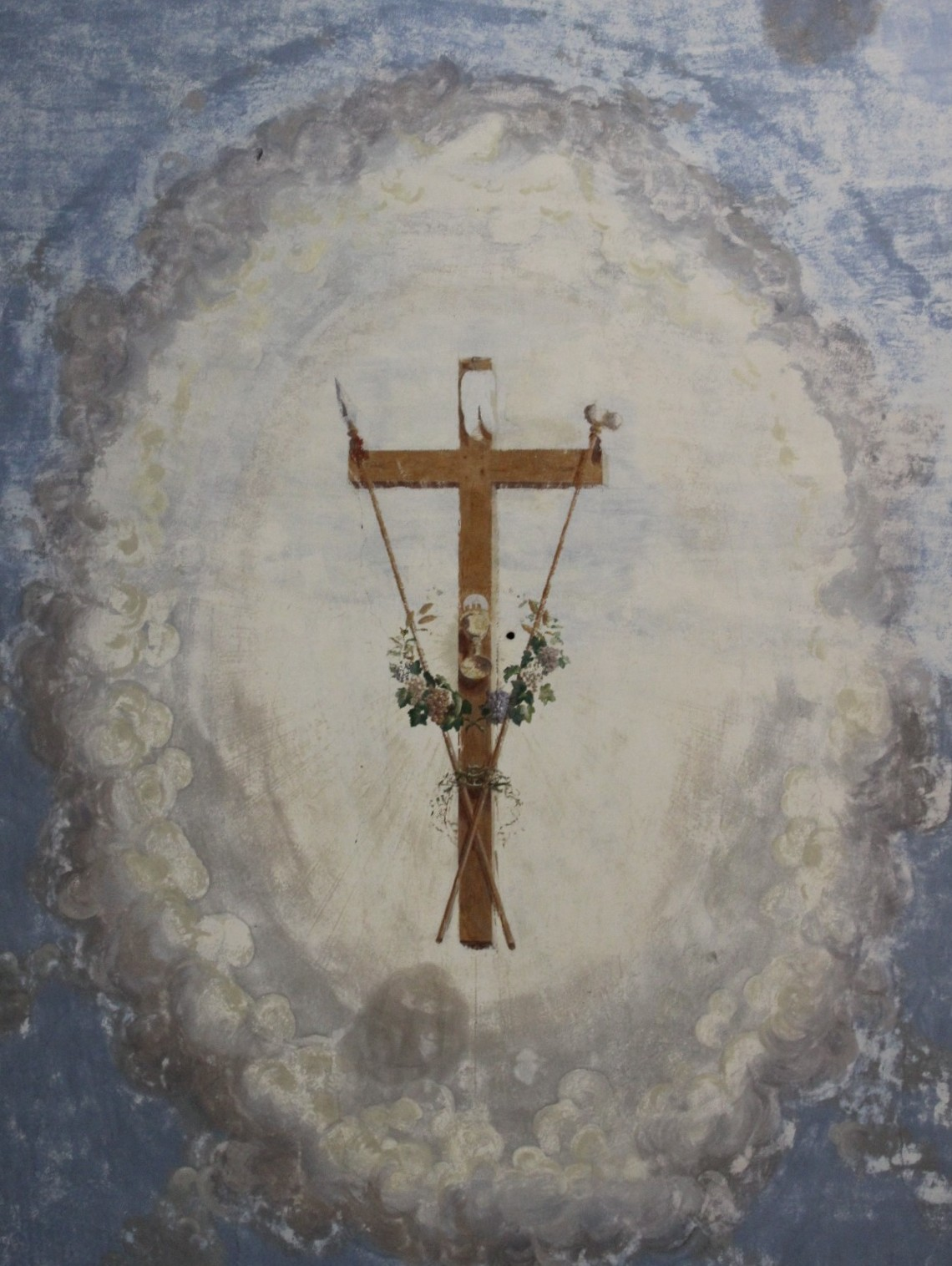
Fresk
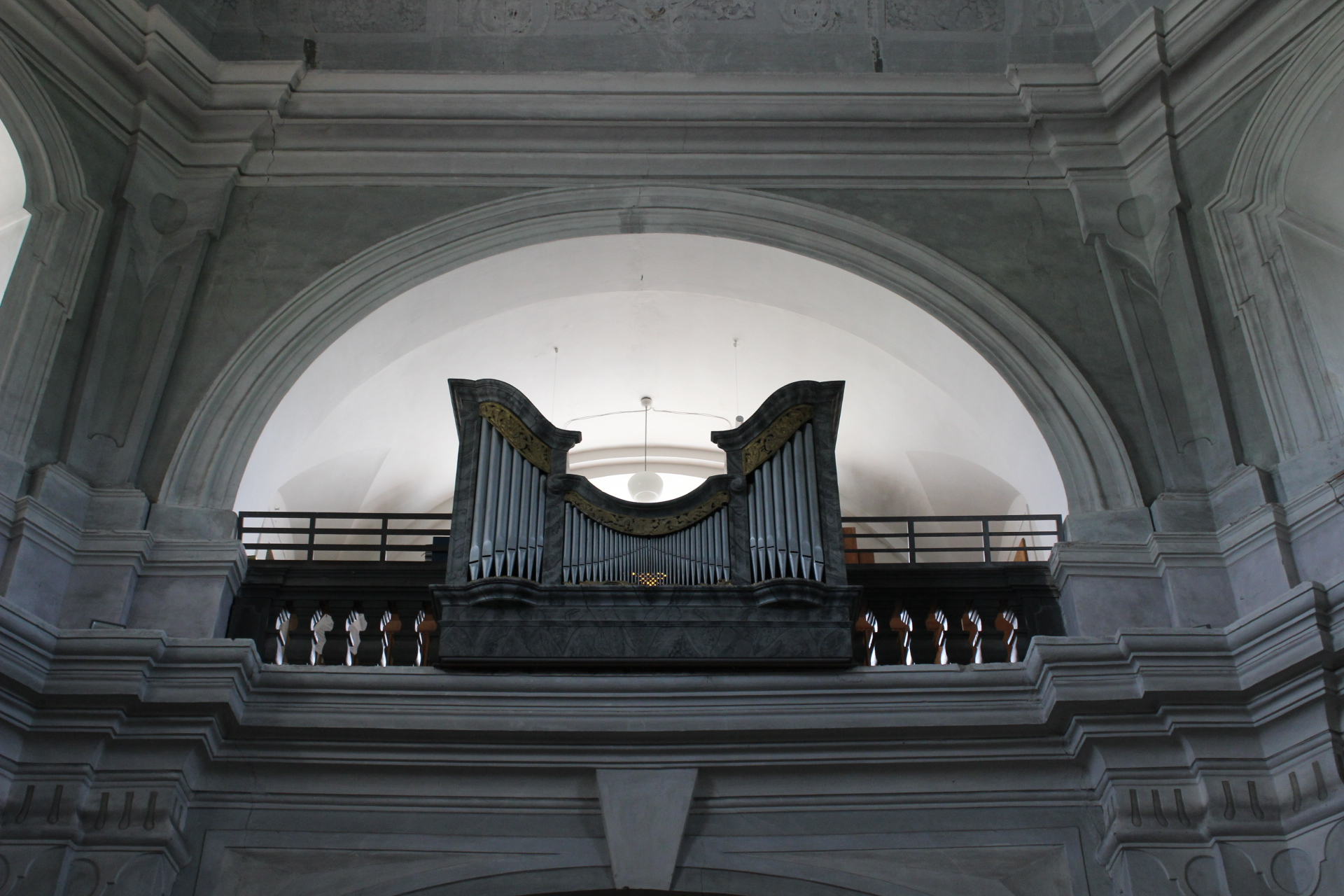
Organy
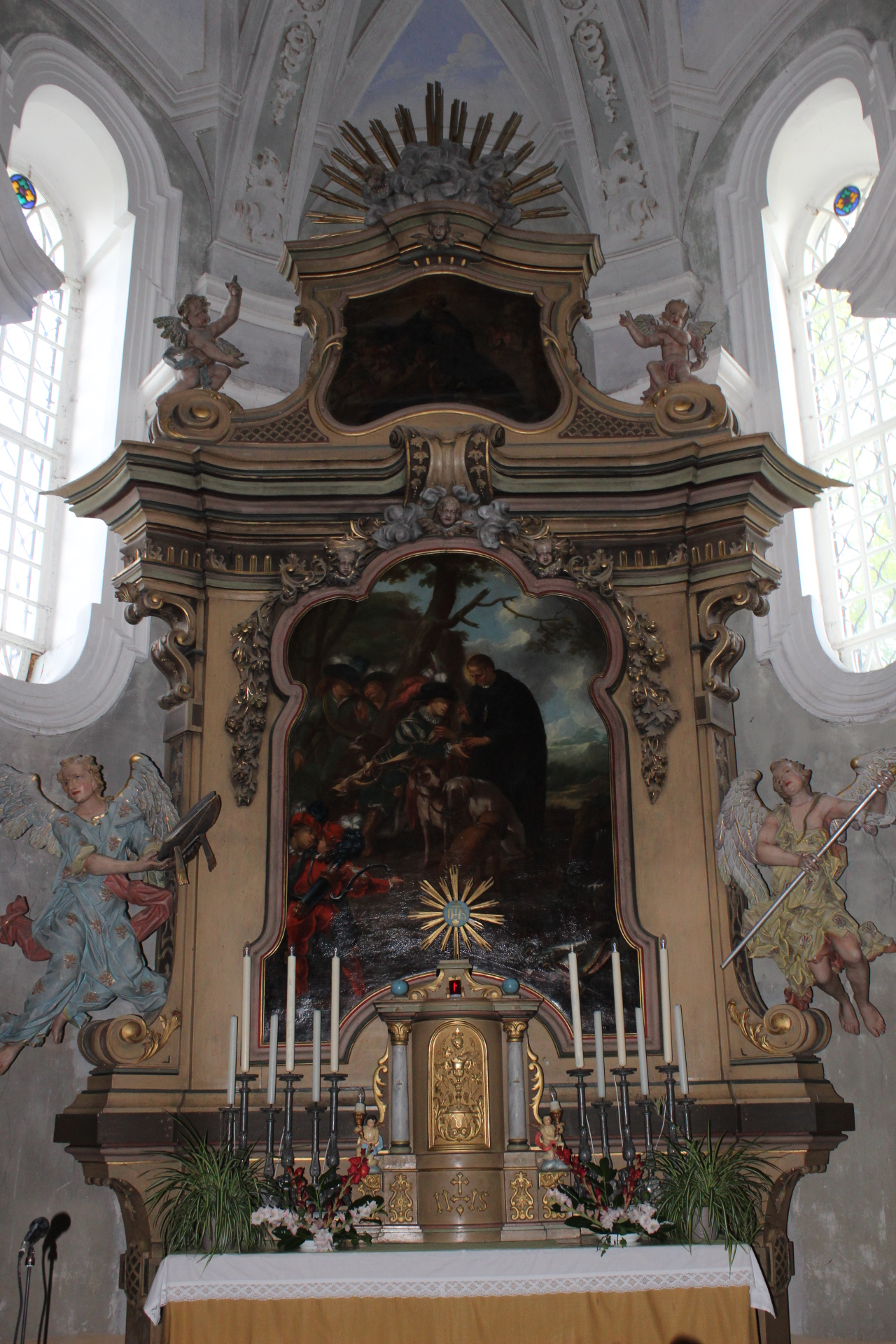
Ołtarz główny
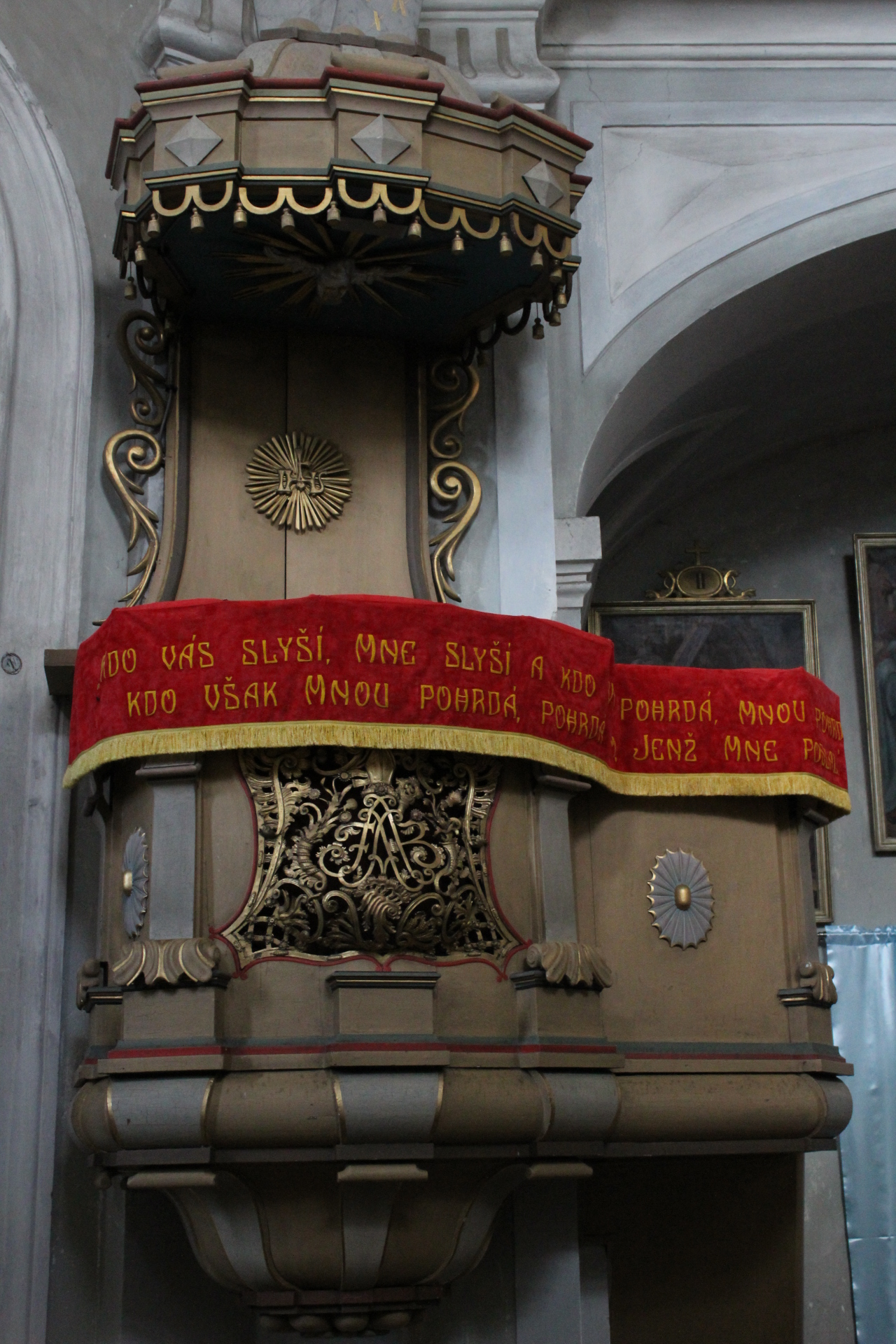
Ambona